# シェアでんき
シェアでんきは、株式会社シェアリングエネルギーが提供しているPPA（power purchase agreement）サービスです。初期費用・月額費用無料で太陽光発電を設置することができ、太陽光で発電した電気を安く利用できるサービスで、主に日本全国の戸建住宅向けに提供されています。2,000社以上のハウスメーカー・ビルダー・工務店に採用されており、全国で2万棟を超える住宅で利用されています。

## 仕組みと特徴
1. 初期費用0円で太陽光発電システムを導入できるモデル
  - 太陽光発電システムの設置費用は利用者が負担せず、シェアリングエネルギー社が全額負担。
  - 利用者は契約期間中（例：10〜15年程度）、発電した電気を安い単価で使える仕組み。
2. 夜間や雨天等における電気
  - 太陽光発電システムが発電していない時間帯は、利用者が任意で契約している電力会社から電気を購入する。
  - シェアでんき利用前と利用中の違い（利用者のメリット）は、電力会社から購入する電力量が減り、その分の電気代が安くなる仕組み。
3. 契約満了後のメリット
  - 契約期間終了後は、無償で太陽光発電システムを譲り受けることができるため、発電した電気を無償で利用できる。
  - 契約期間終了後は、余剰電力を売ることができるため経済メリットが増加する。

## シェアでんきの提供会社
1. 株式会社シェアリングエネルギー
  - 設立  2018年1月
  - 本社所在地  東京都港区新橋4丁目11−1　A-PLACE新橋 4階
  - 株主  ENEOS Power株式会社  第一生命保険株式会社  インキュベイトファンド株式会社  JICベンチャー・グロース・インベストメンツ株式会社 ジャフコ グループ株式会社 三菱UFJキャピタル株式会社 みずほキャピタル株式会社 SBI新生企業投資株式会社 静岡キャピタル株式会社 七十七キャピタル株式会社 山梨中銀SDGs投資事業有限責任組合 南都キャピタルパートナーズ株式会社 株式会社ちゅうぎんキャピタルパートナーズ 株式会社日本海ラボ（日本海ガス絆ホールディングスグループ） 住友商事株式会社 三菱UFJ信託銀行株式会社 AGキャピタル株式会社 合同会社K4 Ventures（関西電力グループ） 八十二サステナビリティ１号投資事業有限責任組合 東芝テック株式会社 TIS株式会社 GMO VenturePartners株式会社 信金キャピタル株式会社 ナイス株式会社
  - 従業員数  120名（2025年8月時点）
  - 資金調達額  240億円（2025年8月時点）

1. ↑  “シェアでんき | 無料で太陽光発電を設置、電気代を大幅に節約”. シェアでんき|無料で太陽光発電を設置、電気代を大幅に節約. 2025年8月20日閲覧。